# Dorense FC
Dorense FC is een Braziliaanse voetbalclub uit Nossa Senhora das Dores in de staat Sergipe.

## Geschiedenis
De club werd opgericht in 1948 en speelde jarenlang amateurvoetbal. Begin jaren negentig werd het een profclub en in 1994 speelde de club voor het eerst in de hoogste klasse van het Campeonato Sergipano en werd daar laatste. De club keerde terug van 2000 tot 2004 en speelde daarna voornamelijk in de tweede klasse. In 2015 werden ze kampioen en eindigde in 2016 op de vierde plaats.